# Pierre Claude Pajol
Pierre Claude Pajol (Besançon, 3 febbraio 1772 – Parigi, 20 marzo 1844) è stato un generale francese che operò durante le guerre rivoluzionarie francesi e le guerre napoleoniche.

## Gioventù ed inizio della carriera
Nato a Besançon, figlio di un avvocato, era deciso a seguire le orme del padre, ma gli eventi del 1789 gli aprirono la mente in un'altra direzione. Unendosi al battaglione di Besançon, prese parte agli eventi politici di quell'anno, e nel 1791 si unì all'esercito rivoluzionario francese dell'Alto Reno con un battaglione di volontari.
Prese parte alla campagna del 1792 e fu uno dei partecipanti all'assalto di Hochheim (1793). Fu trasferito dallo staff del conte di Custine a quello di Jean-Baptiste Kléber, con il quale partecipò alle campagne di Sambre e Reno (1794–96). Dopo aver servito sotto Lazare Hoche e Andrea Massena in Germania e Svizzera (1797–99), Pajol assunse il comando della cavalleria di Jean Victor Marie Moreau durante la campagna dell'Alto Reno.

## Primo impero
Durante i pochi anni di pace Pajol, ora colonnello, fu delegato della repubblica Batava, e partecipò all'incoronazione di Napoleone Bonaparte (l'inizio del Primo Impero francese). Nel 1805 l'imperatore lo assegnò alla cavalleria leggera. Si distinse nella battaglia di Austerlitz e, dopo essere stato impiegato brevemente in Italia, si riunì alla Grande Armée come generale di brigata, in tempo per partecipare alla campagna di Friedland. L'anno seguente (1808) fu nominato barone dell'impero.
Nel 1809 operò sul Danubio, e nella campagna di Russia del 1812 guidò prima una divisione e poi interi corpi di cavalleria. Sopravvisse alla ritirata, ma la sua salute fu tanto colpita da causarne il ritiro temporaneo nella città natale di Besançon. Fece ritorno al servizio attivo in tempo per la battaglia di Dresda, in cui giocò un ruolo fondamentale. Nuovamente ferito durante la battaglia di Lipsia, a Pajol fu conferito il titolo di conte dell'impero il 25 novembre 1813.
Nel 1814 combatté la campagna dei sei giorni, alla guida di un corpo composto da abitanti della valle della Senna. Quando Napoleone cadde, Pajol aderì al governo della restaurazione, ma tornò subito al servizio dell'imperatore quando questi fece ritorno in Francia. Il I corpo di cavalleria, guidato da lui, giocò un ruolo fondamentale nella campagna del 1815, sia a Ligny che durante l'avanzata verso Wavre al servizio del marchese de Grouchy. Quando seppe della battaglia di Waterloo, Pajol si ritirò dal comando, e fece una ritirata fino a Parigi. Qui, assieme ai suoi uomini, partecipò alla parte finale della guerra.

## Ultimi anni
I Borbone, al loro ritorno, lo dimissionarono, trattandolo decisamente meglio rispetto a Michel Ney o ad altri. Nel 1830 partecipò alla Rivoluzione di luglio ed alla detronizzazione di Carlo X. Soppresse le rivolte di Parigi del 1831, 1832, 1834 e 1839. Generale e parìa di Francia, fu messo in congedo nel 1842 e morì due anni dopo.
Il figlio, conte Charles Paul Victor Pajol (1821–1891), entrò nell'esercito ottenendo il grado di generale di divisione quando, durante la guerra franco-prussiana, fu coinvolto nella catastrofe di Metz (1870). Si ritirò nel 1877. Oltre ad essere considerato un militare valoroso, era anche un bravo scultore. Scolpì statue del padre e di Napoleone, e scrisse una biografia del padre ed una storia delle guerre combattute durante il regno di Luigi XV di Francia (Parigi 1881–1891).